# Raisa Azarh
Raḯsa Mojséïvna Azárh o Raisa Moyseyevna Azarj (2 de mayo de 1897 – 9 de noviembre de 1971) fue una distinguida médica de la Unión Soviética, y también autora, ensayista y biógrafa.

## Carrera
Participó en la Revolución de Octubre y en la guerra civil rusa. Se alternó como supervisora médica y comisaria política en los frentes del Lejano Oriente, Ucrania y el Volga en el período 1918-20. Fue responsable de organizar las instalaciones de campo y de los hospitales en Vyatka, Kiev, Omsk y Krasnoyarsk. Como comisaria de la División Especial de Vyatka, encabezó la lucha contra los blancos en el valle de Kama en 1918.
Luego, en diciembre de 1918, Azarkh fue enviada a Ucrania. Mientras cumplía con sus funciones médicas desde un vagón de tren, también vio acción contra los ejércitos de la República Popular de Ucrania, Nikífor Grigóriev y Anton Denikin. En julio de 1919 se trasladó de nuevo a Siberia y al Lejano Oriente, donde permaneció hasta el otoño de 1920.
Azarkh sirvió como comisaria militar de la 1.ª División Especial Vyatka, jefa de la Administración Médica Militar de Ucrania, jefa del Servicio Médico del 5.º Ejército y jefa de la Administración Médica de la República del Lejano Oriente. En reconocimiento a su servicio, fue condecorada con la Orden de la Bandera Roja y más tarde con la Orden de Lenin.
Posteriormente, Azarkh se ofreció como voluntario para formar parte de las Brigadas Internacionales en la Guerra Civil Española en 1936, organizando el cuerpo médico del Ejército Republicano Español junto al Dr. Norman Bethune. Recibió la Orden de la Estrella Roja en 1937. Escribió sobre sus experiencias en las guerras civiles rusa y española en unas memorias llamadas Doroga Chesti ("El camino del honor").
El Azarkh también entró en acción en Finlandia en 1940 y más tarde en el frente suroeste durante la Segunda Guerra Mundial.

## Vida personal
Azarkh nació en Yekaterinoslav, en la ciudad entonces conocida como Shcherbinovka (ahora Toretsk en Ucrania), y estudió en el Instituto de Profesores Rojos. Murió en Moscú.